# Skid Row (banda irlandesa)
Skid Row foi uma banda de blues rock de Dublin do final dos anos 1960 e início dos 1970, liderada pelo baixista Brendan "Brush" Shiels. Ganhou notoriedade por ser a banda em que tanto Phil Lynott quanto o guitarrista Gary Moore (a época um ilustre desconhecido do grande público e que tinha apenas 16 anos) tocaram pela primeira vez profissionalmente.
Seu álbum de estreia - Skid, de 1970 - alcançou a posição No.30 na parada musical "UK Album Charts".

## Venda do Nome
Foi relatado que, em 1987, Jon Bon Jovi pediu a Gary Moore para vender o nome 'Skid Row' para a banda americana de heavy metal por US $ 35.000 (Bon Jovi é o proprietário dos direitos de publicação musical dessa banda). Sebastian Bach, vocalista do Skid Row norte americano lembrou:

## Discografia

### Álbums de Estúdio
- 1970 - Skid - Reached No.30 in the UK Album Chart
- 1971 - 34 Hours
- 2012 - Bon Jovi Never Rang Me

#### Álbuns ao vivo
- 1976 - Alive and Kicking

#### Coletâneas
- Skid Row (a.k.a. 'Dublin Gas Comy.') (CBS, 1983), CBS demos recorded early 1970
- Skid Row (a.k.a. 'Gary Moore/Brush Shiels/Noel Bridgeman') (Castle, 1990), Gary Moore version of the unreleased third album recorded late 1971
- Live And On Song

### Singles
- "New Places, Old Faces" / "Misdemeanour Dream Felicity" (Song Records, 1969)
- "Saturday Morning Man" / "Mervyn Aldridge" (Song Records, 1969)
- "Sandie’s Gone (Part 1)" / "Sandie’s Gone (Part 2)" (CBS, April 1970)
- "Night Of The Warm Witch" / "Mr. De-Luxe" (CBS, April 1971)
- "Living One Day At A Time" / "Girl from Dublin City" (CBS, February 1972)[2]
- "Dublin City Girls" / "Slow Down" (1973?)
- "The Spanish Lady" / "Elvira" (1975?)
- "Coming Home Again" / "Fight Your Heart Out" (1976?)
- "House Of The Rising Sun" / "Buckfast Tonic" / "Let It Roll" (1981)[3]
- "Mr. Diablo" / "Bring Them Back Alive" (1989)[3][4]
- "Comin' Home Again" / "Flight Of Earls" (1990)